# La Motte-Ternant
La Motte-Ternant település Franciaországban, Côte-d’Or megyében. Lakosainak száma 150 fő (2022. január 1.). La Motte-Ternant Vic-sous-Thil, Thoisy-la-Berchère, Villargoix, Fontangy, Missery és Montlay-en-Auxois községekkel határos.

## Népesség
A település népességének változása:
| Lakosok száma | 215  | 191  | 185  | 170  | 172  | 158  | 148  | 144  | 147  | 150  |
|               | 1968 | 1982 | 1990 | 2006 | 2013 | 2015 | 2017 | 2019 | 2020 | 2022 |